# Chidozie Johnson
Chidozie Johnson (ur. 6 marca 1983 w Lagos) – nigeryjski piłkarz występujący na pozycji obrońcy. W swojej karierze wystąpił w 8 meczach Afrykańskiej Ligi Mistrzów, w których zdobył 2 bramki.